# Веле (Нідерланди)
Веле (нід. Veele) — селище в нідерландській провінції Гронінген. Входить до муніципалітету Вестерволде.
Його площа становить 1,64км², а населення станом на 2021 рік складало 215 осіб.
Перша згадка про населений пункт датується 1475-им роком.